# Kamil Peteraj
Kamil Peteraj (* 18. září 1945, Bratislava) je slovenský spisovatel, překladatel, básník a textař, jeden z nejvýznamnějších textařů slovenské populární hudby.

## Životopis
V roce 1964 absolvoval studium houslové hry na konzervatoři v Bratislavě a v roce 1970 studoval divadelní dramaturgii na VŠMU. V letech 1970–1980 byl dramaturgem operního souboru Nové scény v Bratislavě, od roku 1980 je svobodným umělcem. V současnosti podniká v oblasti reklamy. Je ženatý a má dva syny, žije v Bratislavě

## Tvorba
Svoji první báseň uveřejnil v roce 1964 v časopisu Slovenské pohľady. Vzápětí poté v roce 1965 debutoval básnickou sbírkou Sad zimných vtákov a jeho kniha vyvolala veliký rozruch a značně protichůdné reakce. Ve své básnické tvorbě následuje úsilí básníků z tzv. trnavské skupiny. Charakteristickým znakem jeho prvních sbírek je nepravidelný volný verš a volná strofická výstavba. Později jeho básně obsahují nové tematické odstíny, jako je láska nebo dětství. Sbírka Lipohrádok je jedinečná ve slovenské poválečné poezii díky tomu, že přibližuje svět přírody plný bylin, květin, brouků atd. V pozdější tvorbě si více než přírody všímá především současného člověka uvězněného v soukolí moderní civilizace. Zaměřuje se zejména na problematiku mezilidských vztahů a na pocity odcizenosti současného člověka v moderním světě. Jeho poezie spojuje osobní a nadosobní, časové a nadčasové prvky a roviny.
Kamil Peteraj stal se také stal jedním z nejpopulárnějších a nejúspěšnějších textařů v oblasti slovenské populární hudby. Spolu s Borisem Filanem je považován za zakladatele moderní slovenské textové tvorby. Jeho texty se vyznačují kultivovanou lyrikou a vysokou hravostí. Jako textař spolupracoval s mnoha populárními zpěváky a hudebními skladateli (Pavol Hammel, Marián Varga, Miroslav Žbirka, Marika Gombitová, Robo Grigorov a jiní další). Je také autorem textů písní pro film Smolaři. V tvorbě pro film a muzikál často spolupracuje se spisovatelem Jánem Štrasserem, se kterým napsal např. texty pro muzikál Cyrano z předměstí. Přeložil také texty muzikálů Loď komediantů, Husaři a Svatby z klobouku. Spolupracoval také s rozhlasem a televizí.
Kromě poezie a textování populárních písní se věnoval i psaní knih pro děti. Za své básnické sbírky získal vícero slovenských literárních ocenění – tři Zlaté a dvě Platinové knihy. Jeho básně byly přeloženy do vícero jazyků (němčina, angličtina, ruština, bulharština a jiné).

## Dílo

### Básnické sbírky
- 1965 – Sad zimných vtákov
- 1966 – Čas violy
- 1968 – Kráľovná noci
- 1971 – Vychádzka s večernicou
- 1973 – Lipohrádok
- 1981 – Faust a margaréty
- 1986 – Minútové básne
- 1987 – Útechy / maximy / telegramy
- 1989 – Sekunda rozkoše
- 1991 – Dom panny
- 1991 – Lyrické korzo
- 1995 – Aleluja, schúlená, průřez 30roční básnickou tvorbou
- 1999 – V slepých uličkách
- 1999 – Voňavé tajomstvá
- 2001 – Breviár lásky
- 2004 – Lipohrádok, 2. upravené vydání

### Texty písní (vydané knižně)
- 1985 – Texty
- 1986 – Bosá láska
- 1986 – 77 piesňových textov
- 1988 – Pop texty
- 2004 – Čo bolí, to prebolí

### Texty písní (alba)
- Modus: Modus (1979), Balíček snov (1980), 99 zápaliek (1981), Záhradná kaviareň (1983)
- Marika Gombitová: Dievča do dažďa (1979), Môj malý príbeh (1981), Slnečný kalendár (1982), Mince na dne fontán (1983), No. 5 (1984), Voľné miesto v srdci (1986), Ateliér duše (1987), Kam idú ľudia (1990), Zostaň (1990), Vyznanie
- Miroslav Žbirka: Doktor sen
- Pavol Hammel a Prúdy: Zvoňte, zvonky (1969), Pavol Hammel a Prúdy (1970), Zelená pošta (s Mariánem Vargou a Radimem Hladíkem, 1972), Šľahačková princezná (1973), Na II. Programe sna (studiová skupina s Mariánem Vargou a Radimem Hladíkem, 1976), Stretnutie s tichom (1978), Cyrano z predmestia (studiová skupina Vivat s Marianem Vargou, 1978), Prúdy 1999 (1999)
- Collegium Musicum: Konvergencie (1971), Continuo (1978), Divergencie (1981)
- Robo Grigorov
- Richard Müller
- Peter Lipa: Lipa a T+R Band (1990)
- Róbert Opatovský. Príliv energie (2003)
- Elán: Hodina nehy (1997)
- Vašo Patejdl: Spovedaj ma zo spomienok (1997), Do očí (2004)
- Kristína Peláková
  - …ešte váham (2008)
  - V sieti ťa mám (2010)
  - Na slnečnej strane sveta (2012)
  - Tie naj (2014)
  - Mať srdce (2017)

### Humoristické knížky
- 1983 – Lodě v delíriu. Bonmottá
- 1995 – Motýl z jiného nebe

### Knihy pro děti a mládež
- 1986 – Malá myš a velký slon
- 1990 – Celý rok si hrajeme

### Film a TV
- 1978 – Smolaři , film
- Cyrano z předmestí , muzikál
- Baal
- Adam Šangala

### Překlady
- 1972 – Loď komediantů, muzikál
- 1973 – Husaři, muzikál (spoluautor Milan Lasica)
- 1974 – Svatby z klobouku, muzikál (spoluautor Milan Lasica)